# Beta vulgaris subsp. vulgaris var. Gp Conditiva
Beta vulgaris subsp. vulgaris var. Gp Conditiva es un grupo de cultivares de la especie Beta vulgaris donde se clasifican las remolachas de huerto o betabel. Agrupa a las remolachas cultivadas para consumo directo de las hojas o del tubérculo, en distinción a las remolachas cultivadas para producción de azúcar (remolacha azucarera) o para alimentación animal.

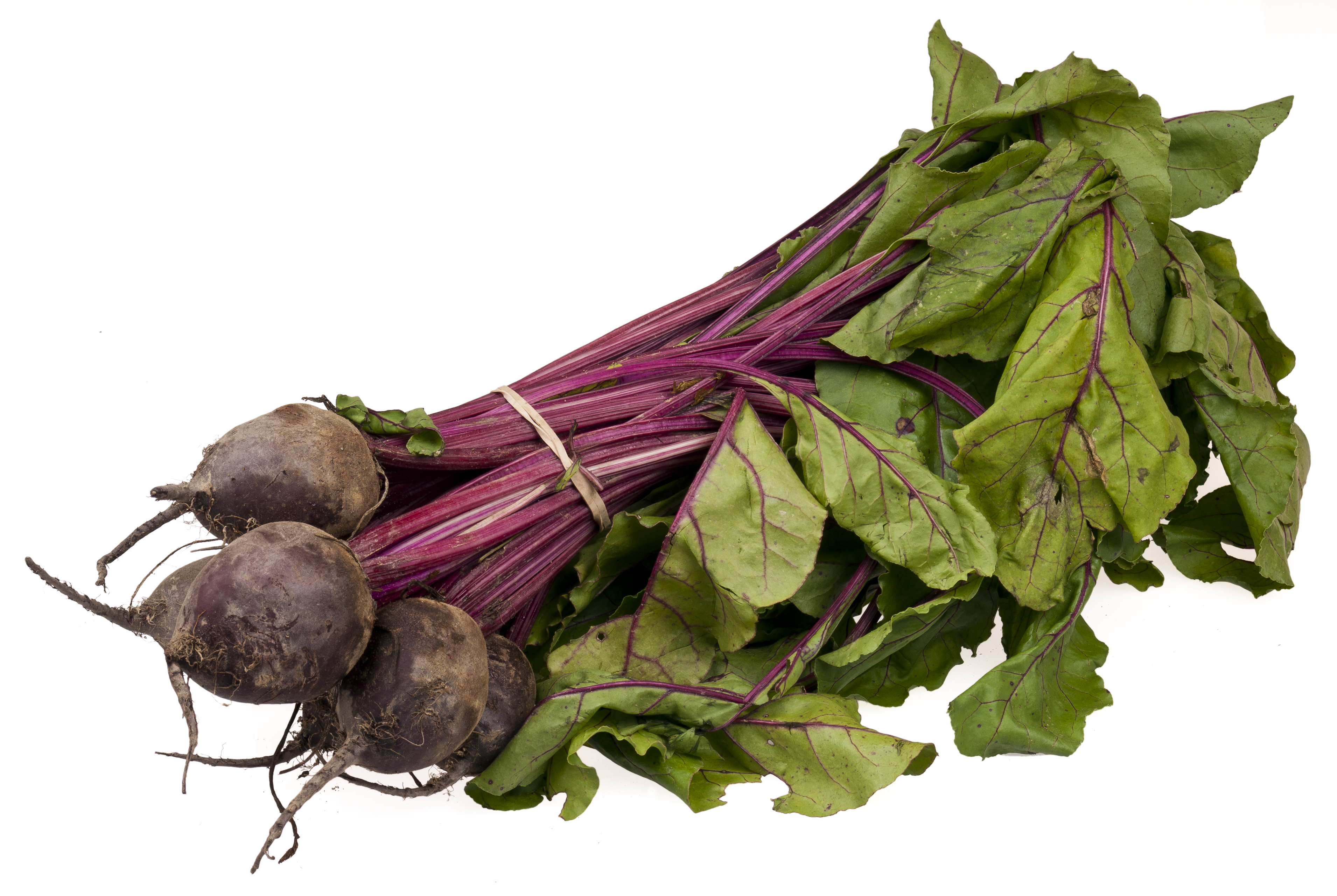
Un atado de Beta vulgaris.

## Historia

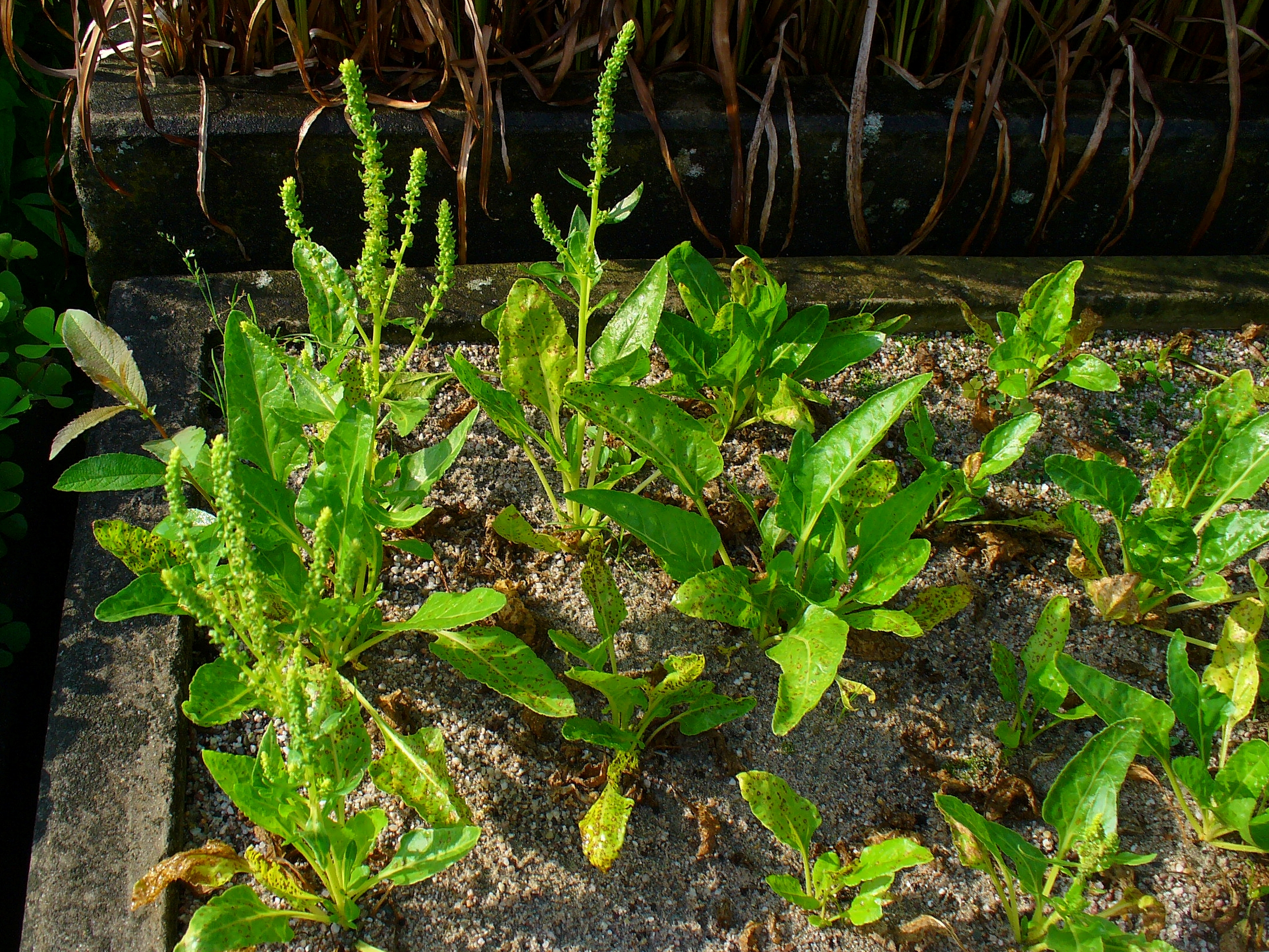
Remolacha marítima (Beta vulgaris subsp. maritima), la especie antecesora de las formas cultivadas.

La domesticación de la remolacha se remonta a la aparición de un alelo bienal que permite la recolección de hojas y raíz pivotante. La remolacha fue domesticada en el antiguo Oriente Medio, principalmente por sus verduras, y fue cultivada por los antiguos egipcios, griegos y romanos. En la época romana, se cree que también se cultivaban por sus raíces. 
La remolacha marítima, antecesora de las remolachas cultivadas modernas, prosperó a lo largo de la costa del mar Mediterráneo. Se han excavado restos de remolacha en la pirámide escalonada de Zoser de la Tercera dinastía en Tebas, Egipto, y se encontraron cuatro remolachas carbonizadas en el sitio neolítico de Aartswoud en los Países Bajos, aunque no se ha determinado si se trataba de formas domesticadas o silvestres de B. vulgaris. Zohary y Hopf señalan que la remolacha está "bien identificada lingüísticamente". Afirman que la mención escrita más antigua de la remolacha proviene del siglo VIII a. C. en Mesopotamia. El peripatético griego Teofrasto describe más tarde la remolacha como similar al rábano, mientras que Aristóteles también menciona la planta. La evidencia disponible, como la proporcionada por Aristóteles y Teofrasto, sugiere que las variedades de hojas de remolacha se cultivaron principalmente durante la mayor parte de su historia, aunque perdieron gran parte de su popularidad tras la introducción de las espinacas. Los antiguos romanos consideraban la remolacha un importante alimento saludable y afrodisíaco.
Fuentes literarias romanas y judías sugieren que en el siglo I a. C. la remolacha doméstica estaba representada en la cuenca mediterránea principalmente por formas frondosas como las acelgas y las espinacas. Zohary y Hopf también sostienen que es muy probable que en esa época también se cultivaran cultivares de remolacha, y algunas recetas romanas lo respaldan. Fuentes inglesas y alemanas posteriores muestran que las remolachas se cultivaban comúnmente en la Europa medieval.
A mediados del siglo XVII, el vino a menudo se coloreaba con zumo de remolacha. Desde la Edad Media, la remolacha se utilizaba para tratar diversas afecciones, especialmente enfermedades relacionadas con la digestión y la sangre. Bartolomeo Platina recomendaba tomar remolacha con ajo para anular los efectos del «aliento a ajo».
La escasez de alimentos en Europa tras la Primera Guerra Mundial causó grandes penurias, entre ellas casos de la enfermedad mangelwurzel', como la llamaban los socorristas. Era síntoma de comer sólo remolacha.

## Seguridad
El compuesto de color rojo betanina no se descompone en el organismo y, en concentraciones más elevadas, puede provocar temporalmente que la orina o las heces adquieran un color rojizo, en el caso de la orina una afección denominada beeturia. 
Aunque inofensivo, este efecto puede causar preocupación inicial debido a la similitud visual con lo que parece ser sangre en las heces, hematoquecia (sangre que pasa por el ano, generalmente en o con las heces) o hematuria (sangre en la orina)..
La formación de nitrosamina en el zumo de remolacha puede evitarse de forma fiable añadiendo ácido ascórbico. 

## Subespecies de Beta vulgaris y grupos de cultivares de la subespecie Beta vulgaris subsp vulgaris
Beta vulgaris se clasifica en tres subespecies:
- Beta vulgaris subsp. adanensis (Pamukç. ex Aellen) Ford-Lloyd & J.T.Williams (Sin.: Beta adanensis Pamukç. ex Aellen): se encuentra en hábitats perturbados y estepas del sudeste de Europa (Grecia) y Asia occidental (Chipre, Israel, Siria occidental y Turquía).[12]

- Beta vulgaris subsp. maritima, remolacha marina, el ancestro silvestre de todas las remolachas cultivadas. Su área de distribución se extiende desde las costas de Europa Occidental y el Mar Mediterráneo hasta el Cercano y Medio Oriente.[12][13]
- Beta vulgaris subsp. vulgaris (Sin.: Beta vulgaris subsp. cicla (L.) Arcang., Beta vulgaris subsp. rapacea (Koch) Döll): todas las remolachas cultivadas pertenecen a esta subespecie.[12][14] [15][13]

Dentro de esta última subespecie hay cinco grupos de cultivares:
- - Grupo Altissima,[16] la remolacha azucarera (Syn. B. v. subsp. v. convar. vulgaris var. altissima)[17] - La remolacha azucarera es un cultivo comercial importante debido a sus altas concentraciones de sacarosa, que se extrae para producir azúcar de mesa. Se desarrolló a partir de remolacha en Alemania a finales del siglo XVIII, después de que en 1747 se descubriera que las raíces de la remolacha contenían azúcar.
  - Grupo Cicla,[16]  acelgas (Syn. B. v. subsp. vulgaris convar. cicla var. cicla)[17] - El grupo de las acelgas tiene una larga historia que se remonta al segundo milenio antes de Cristo. Se creía que las primeras formas cultivadas habían sido domesticadas en el Mediterráneo, pero se introdujeron en Oriente Medio, India y finalmente China en el año 850 d. C. Se utilizaron como plantas medicinales en la antigua Grecia y la Europa medieval. Su popularidad disminuyó en Europa tras la introducción de las espinacas. Esta variedad se cultiva mucho por sus hojas, que suelen cocinarse como las espinacas. Se puede encontrar en muchas tiendas de comestibles de todo el mundo.
  - Grupo Flavescens,[16] acelgas (Syn. B. v. subsp. v. convar. cicla. var. flavescens)[17] - Las hojas de acelga tienen nervaduras centrales gruesas y carnosas. Tanto las nervaduras centrales como las láminas de las hojas se utilizan como verduras, a menudo en platos separados. Algunos cultivares también se cultivan con fines ornamentales por sus nervaduras centrales de colores. Se cree que las nervaduras centrales engrosadas surgieron de la remolacha espinaca por mutación.
  - Grupo Conditiva,[16] remolacha de huerto (Syn. B. v. subsp. v. convar. vulgaris var. vulgaris)[17] - Este es el tubérculo rojo que más típicamente se asocia con la palabra "remolacha". Es especialmente popular en Europa del Este, donde es el ingrediente principal del borscht.
  - Grupo Crassa,[16] denominada mangelwurzel (Syn. B. v. subsp. v. convar. vulgaris var. crassa)[17] - Esta variedad se desarrolló en el siglo XVIII a partir de la remolacha de huerto por sus tubérculos para su uso como cultivo forrajero para alimentación animal.

## Uso culinario
Por lo general, las raíces de color púrpura intenso de la remolacha se comen hervidas, asadas o crudas, solas o combinadas con cualquier verdura de ensalada. La parte verde y frondosa de la remolacha también es comestible. Las hojas jóvenes pueden añadirse crudas a las ensaladas, mientras que las hojas maduras suelen servirse hervidas o al vapor, en cuyo caso tienen un sabor y una textura parecidos a los de las espinacas. La remolacha puede asarse, hervirse o cocerse al vapor, pelarse y comerse caliente con o sin mantequilla; cocerse, encurtirse y comerse fría como condimento; o pelarse, rallarse cruda y comerse como ensalada. La remolacha en escabeche es un alimento tradicional en muchos países.

### Australia y Nueva Zelanda
En Australia y Nueva Zelanda, la remolacha encurtida en rodajas es un ingrediente común en las hamburguesas tradicionales.

### Europa del Este
En Europa oriental, la sopa de remolacha, como borscht [ucraniana] y barszcz czerwony [polaca], es habitual. En Polonia y Ucrania, la remolacha se combina con rábano picante para formar ćwikła o бурячки (buryachky), que tradicionalmente se utiliza con fiambres y bocadillos, pero a menudo también se añade a una comida compuesta de carne y patatas.
Del mismo modo, en la Serbia, la remolacha (conocida con el nombre local de cvekla) se utiliza como ensalada de invierno, sazonada con sal y vinagre, con platos de carne.
Como complemento del rábano picante, también se utiliza para producir la variedad "roja" del chrain', un condimento de la judía asquenazí, la húngara, la polaca, la lituana, la rusa y la ucraniana.
La sopa fría de remolacha "Šaltibarščiai" es muy popular en Lituania. Tradicionalmente se compone de kéfir, remolacha hervida, pepino, eneldo, cebolleta y se puede tomar con huevos cocidos y patatas.
Botvinya es una antigua sopa fría tradicional rusa elaborada con restos de hojas de remolacha y remolacha picada, normalmente con pan y kvass añadidos. Botvinya debe su nombre a la palabra rusa botva, que significa "hojas de remolacha".
Svekolnik, o svyokolnik, es otra sopa rusa a base de remolacha, que se distingue del borscht en que las verduras del svekolnik se cuecen crudas y no se saltean, mientras que muchos tipos de borscht suelen incluir zanahorias y otras verduras salteadas. Svekolnik debe su nombre a svyokla, palabra rusa para "remolacha". A veces, varios tipos de sopa de remolacha fría también se llaman "svekolnik".

### India
En la cocina india, la remolacha picada, cocida y condimentada es una guarnición habitual. Las remolachas de color amarillo se cultivan a muy pequeña escala para el consumo doméstico.

### América del Norte
Además de los platos estándar de frutas y verduras, algunas variedades de remolacha se utilizan a veces como guarnición de una tarta.

### Norte de Europa
Un plato común en Suecia y en otros lugares de los países nórdicos es el Biff à la Lindström, una variante de las albóndigas o hamburguesas, con remolacha picada o rallada añadida a la carne picada.
En el norte de Alemania, la remolacha se machaca con Labskaus o se añade como guarnición.